# CFOP (метод)
Метод CFOP (Cross - F2L - OLL - PLL), іноді відомий як метод Фрідріх, є одним із найбільш часто використовуваних методів при зборці куба Рубіка 3 × 3 × 3. Цей метод був вперше розроблений на початку 1980-х років, поєднуючи інновації з низькою швидкостю кубиків. 
Метод працює на пошаровій системі, спочатку вирішуючи хрест, як правило, на дні, продовжуючи розв'язувати перші два шари (F2L), орієнтуючи останній шар (OLL) і, нарешті, переставляючи останній шар (PLL).

## Історія
Основні пошарові методи були одними з перших, що виникли на початку спідкубінгу на початку 1980-х. Девід Сінгмастер опублікував рішення на основі пошарових методів у 1980 році, в якому пропонувалося використовувати хрест. 
Основним нововведенням метода CFOP порівняно з методами для початківців є використання F2L, який одночасно вирішує перші два шари. Цей крок не придумала Джессіка Фрідріх. Згідно зі звітом Singmaster про Чемпіонат світу з кубиків Рубіка 1982 року, Фрідріх тоді використовувала метод основного шару, тоді як голландський конкурент Гус Разу Шульц мав примітивну систему F2L. 
Етапи останнього шару OLL та PLL передбачають спочатку орієнтування останніх частин шару, а потім перестановку їх у правильні положення. Цей крок був запропонований Гансом Докхорном та Аннеке Тріп.
Пізніше у 1982 році Фрідріх перейшла на F2L. Її головним внеском у метод була розробка алгоритмів OLL та PLL, які разом дозволяли вирішити будь-яку позицію останнього шару за допомогою двох алгоритмів і були значно швидшими, ніж попередні системи останнього шару. 
CFOP є безумовно найпопулярнішим методом. Серед користувачів - Матс Валк, Фелікс Земдегс і Макс Парк .

## Метод
- Хрест - Цей перший етап передбачає вирішення чотирьох кусочків краю в одному зовнішньому шарі головоломки, центруючи навколо загальнокольорової центральної частини. Багато швидкокуберів зазвичай вирішують хрест на нижній стороні, щоб уникнути обертання куба і отримати загальний кращий огляд важливих деталей, необхідних для наступного кроку.

Хрест вирішений (білий внизу)

- Перші два шари (F2L) - У F2L кутові та кромкові частини з'єднуються в пару, а згодом переміщуються у своє правильне розташування. Для кожної пари існує 42 стандартних випадки, включаючи той випадок, коли це вже вирішено. Це також можна робити інтуїтивно.

Перші два шари (F2L) вирішені

- Орієнтація останнього шару (OLL) - Цей етап передбачає маніпулювання верхнім шаром, щоб усі шматки в ньому мали однаковий колір зверху, за рахунок неправильних кольорів з інших сторін. Цей етап включає загалом 57 алгоритмів. Більш проста версія, яка називається "OLL двома поглядами", орієнтує спочатку краї, а потім кути. Алгоритми зазвичай виконуються два-три рази для цієї версії. Він використовує десять алгоритмів, три для орієнтації по краю і сім для орієнтації в кутах.

Орієнтація останнього шару (OLL) завершена

- Перестановка останнього шару (PLL) - заключний етап передбачає переміщення частин верхнього шару, зберігаючи їх орієнтацію. Для цього етапу існує 21 алгоритм. Їх відрізняють назви букв, як правило, засновані на тому, як вони виглядають, зі стрілками, що представляють, які фрагменти міняються місцями (наприклад, перестановка A, перестановка F, перестановка T тощо). PLL "двома поглядами" вирішує спочатку кути і краї окремо. Він використовує шість алгоритмів, два для перестановки кутів і до чотирьох для перестановки країв. Крім того, U-Perm можна повторити, якщо користувач бажає використовувати ще менше алгоритмів. [4]

Існує також безліч наборів алгоритмів розширення, які використовуються разом із CFOP, такі як COLL,  Winter Variation,  VLS, ZBLL та багато інших. Однак для зборки куба або використання методу CFOP не потрібно їх вивчати.

## Використання на змаганнях
CFOP широко використовується і на нього покладається багато швидкокуберів, в тому числі Макс Парк і Фелікс Земдегс, за його значну залежність від алгоритмів, розпізнавання образів і м'язової пам'яті, на відміну від більш інтуїтивних методів, таких як методи Ру і Петруса . Більшість найшвидкісних куберів у рейтинговому списку WCA - це вирішувачі CFOP, включаючи поточного світового рекордсмена 3x3x3 (Yusheng Du (杜宇生)), час якого становить 3,47 секунди.  